# عبد الحسن المفوعر السوداني
عبد الحسن المفوعر بن عبد الله بن سدخان بن طويرش بن جبارة بن محمد المفوعر السوداني ((1920م - 1338هـ)–(2006 م - 1427هـ)). شاعر شعبي وأديب وباحث مستقص، قضى جلّ اهتماماته بالأدب الشعبي العراقي.

## حياته ودراسته:
ولد في مقاطعة البحاثة في قضاء الكحلاء في محافظة ميسان. ونشأ وترعرع من رعاية أبيه، ولما بلغ السابعة من عمره أرسله والده إلى الكتاتيب لتعلم القراءة والكتابة والقرآن الكريم. وفي العام التاسع توفي والده وبقي بين عائلة كلها إناث مكونة من أمه وأخواته الخمسة فتولى رعايته صيهود العجيل شيخ عشيرة السودان وأجرى له معاش أبيه الذي كان يتقاضاه من حاصل قطعة ارض تعرف بـ (الحبل) تزرع رزا في منطقة (الفوادية) ـ مسقط رأس الشاعر. وعاش تحت ظل الشيخ صيهود إلى أن توفي عام 1351 هجري، فكفله الشيخ حاتم الصيهود العجيل، وقد عكف على دراسة القرأن الكريم في قريته وختمه على يد خاله الخطيب الحسيني ملا راضي الحمدي وتعلم اللغة العربية من دون معلم.      وفي سن الثانية عشرة بدأ بقرض الشعر الشعبي واجتمع بالشعراء الشعبيين من أبناء عشيرته، وصار يراسل الشعراء بالمدن والأرياف، واشتهر اسمه منذ ذلك الحين.        في 1955/8/7 انتقل إلى بغداد وسكن مع أفراد عشيرته واتصل بالشعراء والأدباء، واشتغل في تربية بغداد الرصافة وظل كذلك إلى عام 1975 بعد أن أكمل (20) سنة خدمة وأحال نفسه إلى التقاعد بناءً على طلبه وتفرغ إلى كتابة البحوث والدراسات. وكانت وفاته ببغداد 30 /2006/11 ونقل ودفن في النجف. ومن الجدير بالذكر ان الشاعر والباحث الفلكلوري عبد الحسن المفوعر هو والد كل من الفنان المسرحي الشهيد مطشر السوداني الذي اطالته ايادي الإرهاب عام 2006 ووالد الشاعر والاعلامي علي المفوعر     أهم الكتاب الذين كتبوا عن المفوعر منهم الأستاذ عامر رشيد السامرائي الذي كان يعمل مديرًا عامًا للثقافة العام في زمنه والشيخ جلال الحنفي والأستاذ ألعماري عبد الحميد الكنين والشيخ علي الخاقاني، وجعفر الخليلي، ومحمود العبطة، والكاتب الشاعر عبد الأمير جعفر، وغيرهم.

## كتبه المطبوعة:
1-	الألعاب الشعبية في العمارة ( طبع على نفـقة وزارة الثقافة والإرشاد، السلسلة الثقافية (10) كتب مقدمته الفولكلورية الأستاذ عامر رشيد السامرائي ).
2-	الشاعرة الزريجية فدعة المعاصرة لشيخ الخزاعل حمد آل حمود، (بغداد: مطبعة الشباب، تاريخ النشر: 1967) 
3-	أبو الغمسي الخزاعي 1968م
4-	العادات والتقاليد العشائرية في العمارة 1990، بغداد: مطبعة الجاحظ 
5 - النسب والأدب لعشيرة السودان الكندية 2006، الناشر: بغداد: د.ن 
مخطوطاته :
-	الأمثال الريفية في العمارة وفي جنوب العراق (3 أجزاء).
-	الحياة العامة في أرياف العمارة (3 أجزاء).
-	الشعر العامي والشعراء القدامى.
-	الأنغام الشعبية (جزءان).
-	الطبابة في الأدوية والكتابة.
-	حياة وزيارة الأئمة (ع).
-	التعريف بلهجة أهل الريف.